# Godnatt

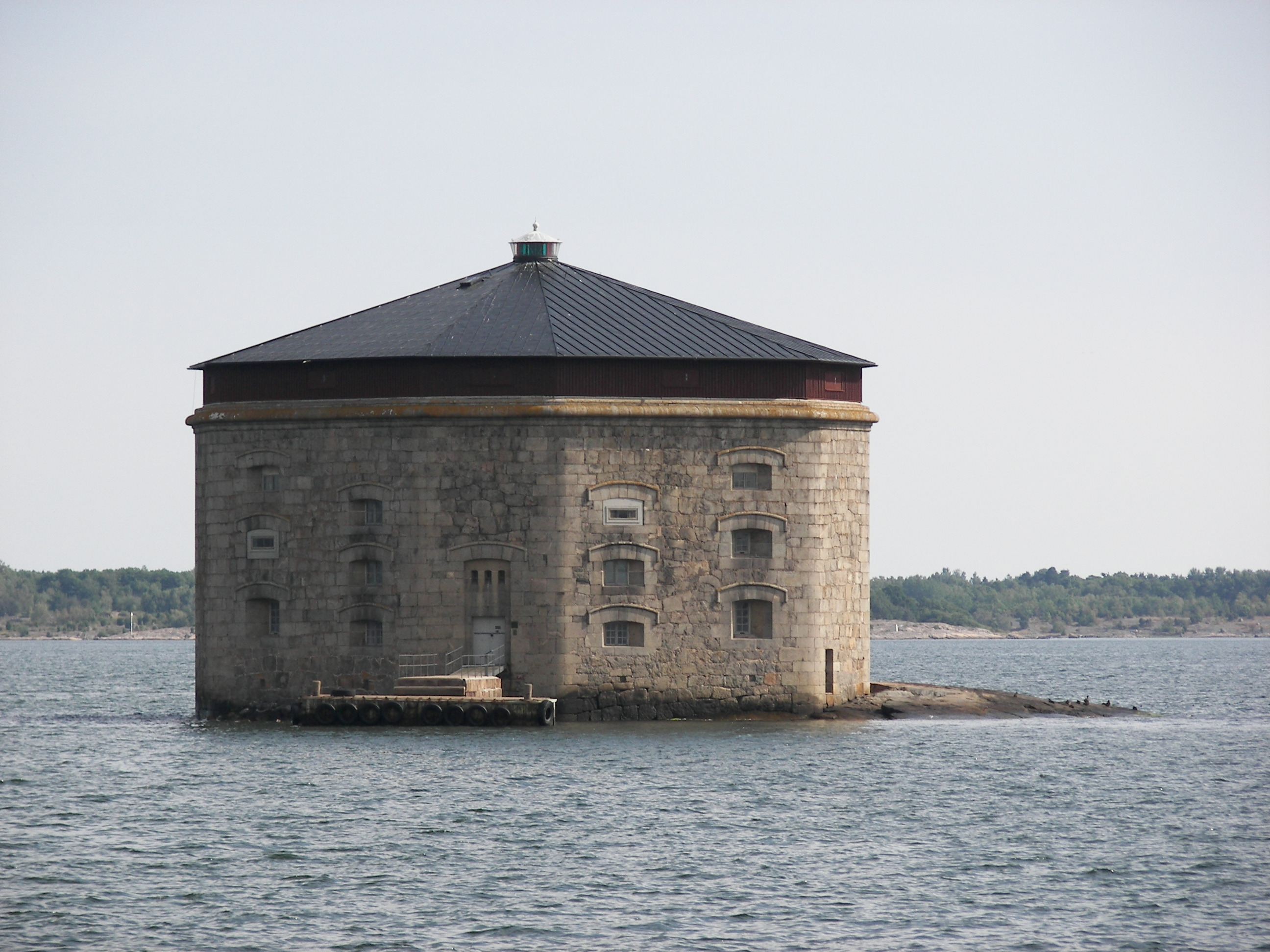
Godnatt

Godnatt är ett befästningstorn som uppfördes cirka 1858–1862 utanför Karlskrona. Det är ett statligt byggnadsminne sedan 25 januari 1935. Godnatt ingår i Örlogsstaden Karlskrona som blev upptagen på Unescos världsarvslista 1998.
Den är uppkallad efter namnet på det lilla skäret vars yta nästan helt upptas av befästningen. Namnet på skäret återfinns på sjökort redan från slutet av 1600-talet.
Godnatt uppfördes efter förslag från major Adolf Lindman som var fortfifikationsbefälhavare i Karlskrona 1855–1859. Han menade att man behövde anlägga en inre befästningslinje på sex mindre skär ett par kilometer utanför örlogshamnen i Karlskrona, som komplement till den yttre befästningslinjen vid Kungsholms fort och Drottningskärs kastell. Av de sex befästningstornen blev dock bara två byggda, förutom Godnatt även Kurrholmens kastell.
De två befästningstornen är exempel på kärntorn med tjocka murar av gråsten i vilka kanonkasematter inbyggdes, en befästningstyp som sedan medeltiden förekommit i Sverige och övriga Europa. Men dessa två torn blev redan under byggtiden omoderna. Artilleriets tekniska utveckling, bland annat med räfflade eldrör, gjorde att murverken inte kunde stå emot en beskjutning av de nya, moderna kanonerna. Befästningsplanen för Karlskrona, som omfattade ytterligare fyra liknande torn, fullföljdes därför aldrig.
Arbetena på Godnatt inleddes 1858, då bland annat prins Oscar (sedermera Oscar II) lade ner den sista bottenstenen på grunden. Godnatt byggdes med en källarvåning, två batterivåningar och en öppen takvåning. Den har en femsidig form, men hörnen är fasade varför tornet framstår som tiosidigt. I tornets inre finns två spiraltrappor och plats för åtta kanoner på var och en av de täckta våningarna. Godnatt var dock bestyckat endast under en mycket begränsad tid. 
År 1879 inrättades en fyr, senare moderniserad till en AGA-fyr för inseglingen till Karlskrona redd i Godnatt. Under en period när fyren sköttes av en fyrvaktare var den övre batterivåningen inredd för bostäder.